# نوینویل (آیووا)
نوینویل (به انگلیسی: Nevinville) یک منطقهٔ مسکونی در ایالات متحده آمریکا است که در آیووا واقع شده‌است. نوینویل ۴۰۱٫۱۲ متر بالاتر از سطح دریا قرار دارد.